# 321e régiment d'infanterie
Le 321e régiment d'infanterie (321e RI) est un régiment d'infanterie de l'Armée de terre française constitué en 1914 avec les bataillons de réserve du 121e régiment d'infanterie.
À la mobilisation, chaque régiment d'active créé un régiment de réserve dont le numéro est le sien plus 200.

## Création et différentes dénominations
- 1914 : 321e régiment d'infanterie

## Chefs de corps
- Lieutenant-Colonel Marie Joseph Gabriel Flocon, du 2 août 1914 au 25 janvier 1915, (passé au dépôt du 134e RI)
- Lieutenant-Colonel Mayeur, du 7 octobre 1914 au 17 octobre 1914
- Lieutenant-Colonel Flocon, du 20 octobre 1914 au 18 décembre 1914
- Lieutenant-Colonel Jean Henri Léon Frié, du 8 janvier 1915 au 17 juillet 1916
- Colonel Prudhomme, du 6 août 1916 au 13 septembre 1916
- Lieutenant-Colonel Picard, du 16 septembre 1916 au 21 avril 1917
- Colonel Henri Chombart de Lauwe, du 10 juin 1917 au 28 mars 1919

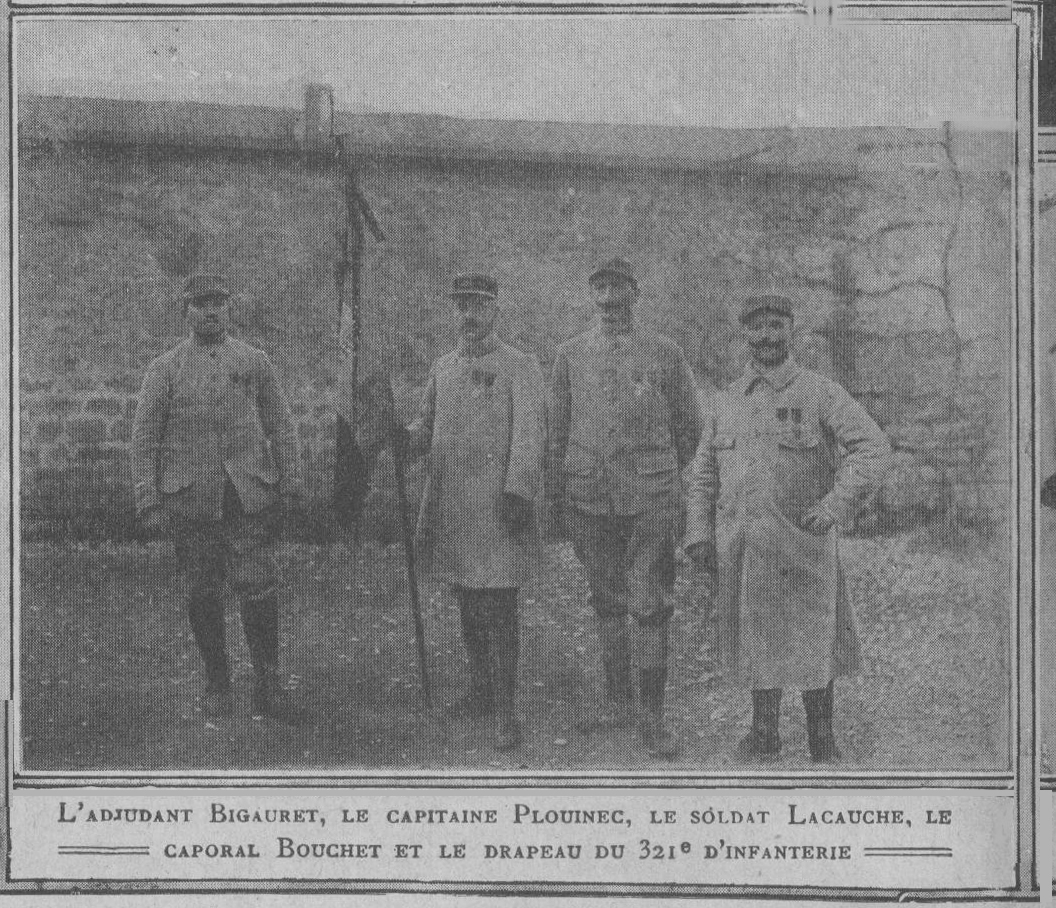
Des hommes du avec le drapeau du régiment pendant Verdun.

## Historique des garnisons, combats et batailles

### Première Guerre mondiale

#### Affectation
- mobilisation le dimanche 1er août 1914, Montluçon, 126e Brigade d'Infanterie, 13eRégion, 1er groupe de réserve.
- 63e division d'infanterie d'août 1914 à juin 1916
- 133e division d'infanterie de juin 1916 à novembre 1918

#### 1914
- août Bataille de Mulhouse (1914), à Burnhaupt-le-Haut, Bernwiller, Spechbach-le-Haut, Ballersdorf et Dannemarie.
- septembre bataille de la Marne, vers Puisieux (Seine-et-Marne).
- septembre L'Aisne, vers Ambleny et Fontenoy.

#### 1915
Secteur de Soissons, Berry-au-Bac, cote 108.

#### 1916
- Bataille de Verdun,
- juin, Fort de vaux.
- septembre, le secteur de Fleury-devant-Douaumont
- octobre, reprise du Fort de Douaumont
- décembre, le secteur de Bezonvaux

#### 1917
Attaque de L'Aisne, offensive des Flandres.

#### 1918
- mars - avril, Seconde bataille de la Somme (1918), vers Moreuil et Castel.
- avril - mai, les Flandres, vers Méteren et Bailleul.
- juin - octobre, Picardie, vers Montdidier, Courcelles, Le Tronquoy, Rollot, Onvillers et Beuvraignes.
- 5 novembre, engagée vers Tupigny.

## Seconde Guerre mondiale
Juin 1940, Régiment capturé dans les Vosges.

## Drapeau
Il porte, cousues en lettres d'or dans ses plis, les inscriptions suivantes :
- L'Aisne 1914
- Verdun-Douaumont 1916[2]
- Flandres 1917
- L'Avre 1918
- Montdidier 1918

## Décorations
Sa cravate est décorée de la Croix de guerre 1914-1918 avec quatre citations à l'ordre de l'armée puis une citation à l'ordre du corps d'armée.
La Fourragère aux couleurs du ruban de la Médaille militaire décernée le 19 septembre 1918.

## Monument

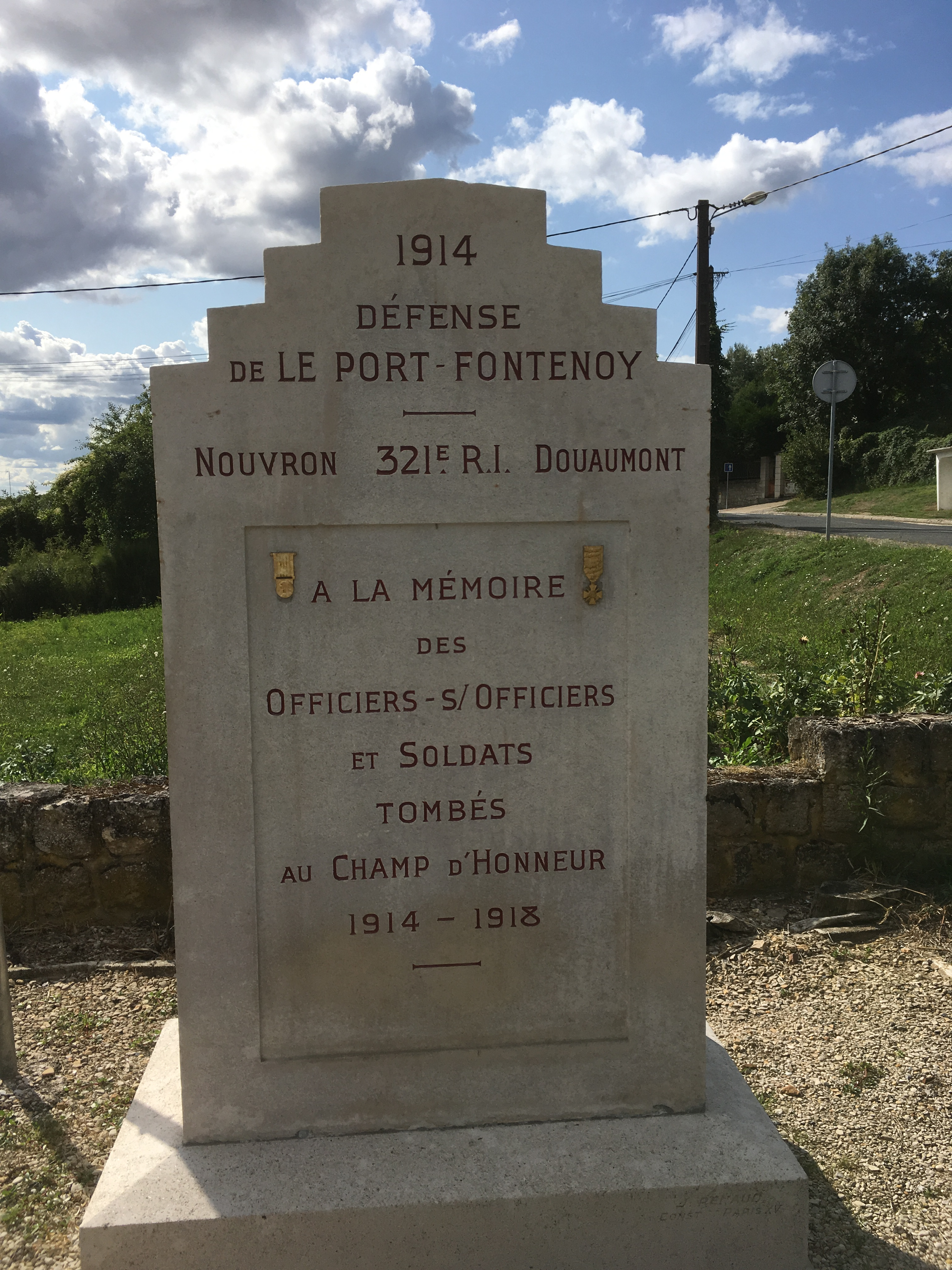
Monument au 321e régiment d'infanterie. Fontenoy (Aisne).

## Personnages célèbres ayant servi au321eRI
- Jules Hedeman, journaliste franco-néerlandais, né en 1869, mort à Verdun le 8 juin 1916[3].
- Jean Norton Cru (1879-1949), historien[4].

### Sources et bibliographie
- À partir du Recueil d'Historiques de l'Infanterie Française (Général Andolenko - Eurimprim 1969)
- le 321e R.I